# Tupele Dorgu
Tupele Dorgu, född 13 december 1977 i Preston, Lancashire, är en brittisk skådespelare.
Dorgu har bland annat medverkat i TV-serierna Coronation Street (2004-2010) och Allt eller inget från 2023. Hon har även medverkat i filmen Billionaire Boy från 2016.

## Filmografi (i urval)
- 2004-2010: Coronation Street
- 2016: Billionaire Boy
- 2023: Allt eller inget